# Saint-Paul (Alberta)
 (juillet 2016).
Si vous disposez d'ouvrages ou d'articles de référence ou si vous connaissez des sites web de qualité traitant du thème abordé ici, merci de compléter l'article en donnant les références utiles à sa vérifiabilité et en les liant à la section « Notes et références ».
Pour les articles homonymes, voir Saint-Paul.
Saint-Paul (anciennement Saint-Paul-des-Métis), est une ville (town) située dans la province d'Alberta, au Canada.

## Histoire
La ville fut créée dès 1896 par la communauté métisse sous le nom de Saint-Paul-des-Métis[réf. nécessaire]. Le père Albert Lacombe organise la colonisation. Mais déjà âgé, il confie au père Adéodat Thérien la tâche d’organiser et de maintenir la colonie[réf. nécessaire].
En 1897, la petite colonie compte cinquante familles canadiennes-françaises. Chapelle, presbytère, scierie et moulin sont construits, puis les missionnaires oblats, assistés des sœurs de l’Assomption, décident d’implanter un internat pour assurer l’éducation des enfants de la communauté[réf. nécessaire].
Le manque de familles métisses habitant Saint-Paul-des-Métis inquiétait Joseph-Adéodat Thérien.[réf. nécessaire]. https://www.youtube.com/channel/UCtpK0kbkAny5bg7qjpX_L4g/featured
En 1902, le père Émile-Joseph Legal curé de Saint Albert vint fonder un pensionnat[réf. nécessaire].
En 1908, Thérien obtint du gouvernement de permettre l’établissement de Canadiens-Français sur la réserve des Métis. La cité pouvait accueillir des immigrants extérieurs à la communauté métisse[réf. nécessaire].
En 2006, selon le service des statistiques canadiennes, la population comptait 5 100 habitants dont 600 Franco-albertains (environ 12 %) et environ un millier de personnes bilingues (anglais-français) (environ 20 % de la population), soit le tiers de la population de la ville qui parle le français[réf. nécessaire].

## Géographie
La ville fut édifiée à côté des lacs Santé, St Cyr, Thérien, Montagnais, Boucan, Julien et Cardinal[réf. nécessaire].
La ville de Saint-Paul administre les villages environnants dont ceux des communautés francophones de Saint-Édouard et de Mallaig, cette dernière étant située près du village franco-albertain de Thérien[réf. nécessaire].

## Démographie
| 2001  | 2006  | 2011  | 2016  |
| ----- | ----- | ----- | ----- |
| 5 061 | 5 106 | 5 405 | 5 827 |

## Éducation
La municipalité de Saint-Paul possède quatre écoles: trois anglophones proposant toutes des cours d'immersion en langue française et une école francophone, « l'École du Sommet » qui s'adresse aux élèves Franco-albertains et Métis francophones de la petite ville[réf. nécessaire].
À la suite de l’adoption en 1982 de la Charte canadienne des droits et libertés, un groupe de parents Franco-albertains décide de se doter d’une école francophone, l’École du Sommet qui ouvrira ses portes en septembre 1990[réf. nécessaire].
En novembre 1993, le gouvernement provincial de l’Alberta remet aux Franco-albertains la gestion de leur système scolaire francophone. Le Conseil scolaire du Centre-Est est créé. Il administre les écoles de Saint-Paul, Plamondon, Bonnyville et Cold Lake. Son siège social est à Saint-Paul[réf. nécessaire].

## Culture
La municipalité de Saint-Paul possède deux musées: le musée St Paul et le musée historique de St Paul[réf. nécessaire].

## Religion
La ville possède une cathédrale car il est le centre du diocèse de Saint-Paul[réf. nécessaire].

## Tourisme
En 1990, l'ancien maire de la ville, Paul André Joseph Langevin, inaugure la première aire d'atterrissage des ovnis du Canada,, comme lieu d'attraction touristique. Cet édifice est utilisé également comme office de tourisme par la ville.

## Personnalités liées
- Shawn Germain (1982-), joueur professionnel de hockey sur glace